# Lakes, Sydsudan

Delstatens läge i Sydsudan.

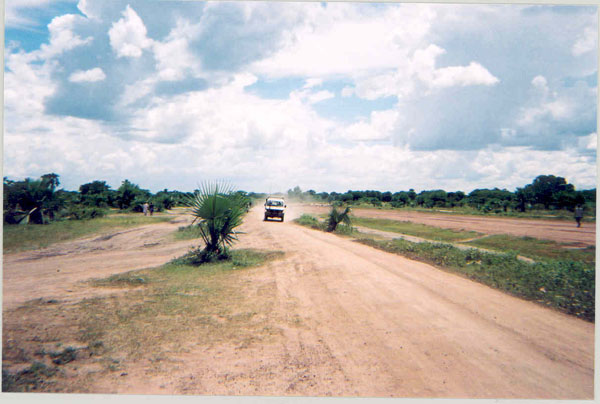
Vägen bredvid Rumbeks landningsbana för flyg.

Lakes (arabiska: البحيرات, al-Buḩayrāt) är en av Sydsudans 10 delstater. Befolkningen uppgick till 695 730 invånare vid folkräkningen 2008 på en yta av 43 595 kvadratkilometer. Den administrativa huvudorten är Rumbek som är huvudort för tre dinkaklaner: aliab, chic och agar. Icke-dinkafolkgrupper, som atout och jurbel, bor också i Rumbek.
Delstatens guvernör är Telar Ring Deng (SPLM). Vice guvernör är Lt. Col. David Nok Marial Buot (Awan Guol Riak).

## Administrativ indelning
Delstaten är indelad i åtta län (county):
- Awerial
- Cueibet
- Rumbek Centre
- Rumbek East
- Rumbek North
- Wulu
- Yirol East
- Yirol West